# Hot Time/A. ~Answer~
«Hot Time/ A.__~answer~» (ホットタイム/ A.__～answer～?) es el quinto sencillo solista de la cantante japonesa misono. Fue lanzado al mercado el día 7 de febrero del año 2007 bajo el sello avex trax.

## Detalles
Éste es el primer trabajo lanzado por misono en el 2007, su primer sencillo de doble cara A y también su primer sencillo balada. El sencillo fue separado completamente en las dos canciones, y aunque ambas son similares sus temas y portadas -divididas en las ediciones CD y CD+DVD- son completamente diferentes. El tema de "Hot Time", tanto en el video musical como la portada del sencillo, es una inspiración del cuento danés La vendedora de fósforos, no muy conocido en el mundo hispano-hablante. Aunque literalmente se traduce como "Momento caliente", debido al contenido de la canción una traducción más coherente sería "Momento de calor" o algo por el estilo. El tema principal es que el fósforo te da la felicidad -se puede inferir el calor que transmite al encenderse-, pero que es muy corto y efímero. En el video musical de la canción se le puede ver llorando muy emocionada por primera vez, a la vez que se ensucia con barro.
El tema inicial utilizado para "A.__ ~answer~" inicialmente no tenía relación alguna con un cuento infantil, tanto la portada del sencillo como el video musical tenían más relación con el reality show de MTV "Girls meet Beauty" donde misono participa, también como un reflejo a los tres meses de apoyo por parte de los fanáticos al programa, y también de apoyo a misono en su batalla para perder peso. En la portada se puede apreciar a misono considerablemente más delgada que en tiempos de su sencillo anterior "Lovely Cat's Eye", en topless. Sin embargo tras el lanzamiento del primer álbum de misono, never+land, esto cambió, y el tema del video musical pasó a ser el cuento infantil de Peter Pan, donde se muestra a misono interpretando a Wendy al regresar al mundo normal y recordar el pasado. En el sencillo fue incluida la versión del video musical de "A.__" de Girls meet Beauty, y en cambio en el álbum la otra versión de Peter Pan.
Este sencillo es hasta el momento el que ha tenido el desempeño más débil de toda la carrera de misono. Debutó en el puesto n.º 22 de las listas semanales de sencillos de Oricon, con cinco mil ochocientas copias vendidas. Sólo permaneció una semana en el ranking.

## Canciones

### CD
1. «Hot Time» (ホットタイム?)
2. A.__«～answer～»
3. «Hot Time» (ホットタイム?) -Instrumental-
4. A.__～answer～ -Instrumental-

### DVD
1. «Hot Time» (ホットタイム?)
2. A.__«～answer～»

- Datos: Q2880940